# Acadian (marka samochodów)

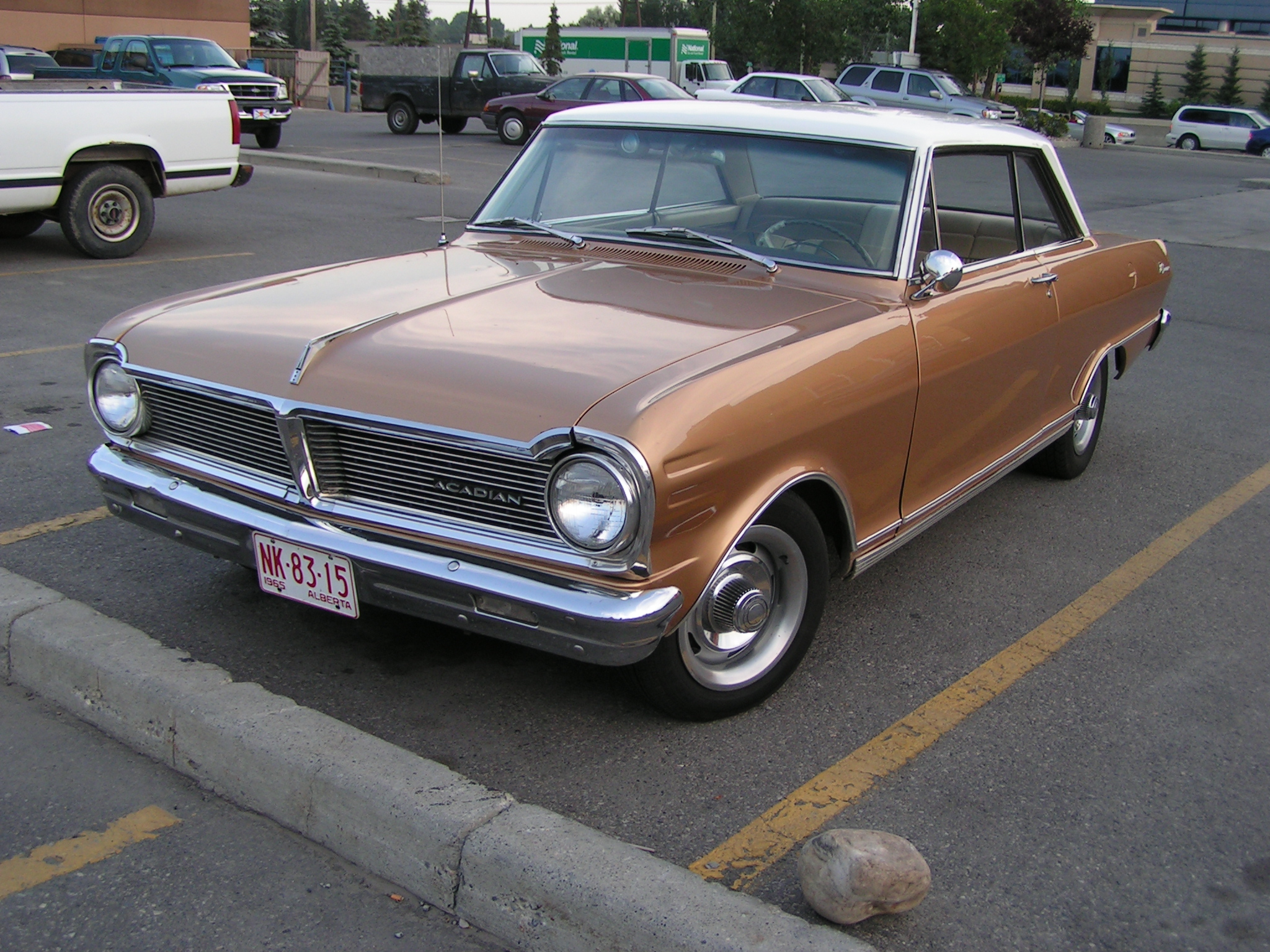
Acadian Canso

Acadian – dawny kanadyjski producent samochodów osobowych z siedzibą w Oshawie działający w latach 1962–1971. Należał do amerykańskiego koncernu General Motors.

## Historia
W 1962 roku kanadyjski oddział koncernu General Motors, który w drugiej połowie XX wieku posiadał dużą autonomię w stosunku do amerykańskiej centrali, podjął decyzję o utworzeniu nowej marki Acadian. Miała ona na celu sprzedawać średniej klasy pojazd jako uzupełnienie luki po pierwszej generacji modelu Pontiac Tempest.
W kolejnych latach Acadian zajmował się sprzedażą jednej konstrukcji pod trzema różnymi nazwami - Beaumont, Canso oraz Invader w dwóch generacjach. W obu przypadkach były one oparte na technice podobnej wielkości koncernu General Motors na czele z Chevroletem i dostępne w kanadyjskich punktach dealerskich Buick-Pontiac, a ponadto - pojazdy były oferowane także w Portoryko oraz Chile.
Poczynając od 1966 roku, zaprzestano stosować nazwę Beaumont dla marki Acadian z powodu utworzenia w międzyczasie nowej marki Beaumont. Z kolei w 1971 roku podjęto decyzję o likwidacji Acadiana.

## Modele samochodów

### Historyczne
- Beaumont (1962–1966)
- Canso (1962–1971)
- Invader (1962–1971)